# Campionato Carioca 2022 (pallavolo femminile)
Il Campionato Carioca 2022, 50ª edizione della massima serie del campionato Carioca di pallavolo femminile, si è svolta dal 17 al 24 ottobre 2022: al torneo hanno partecipato tre squadre di club brasiliane proveniente dallo stato di Rio de Janeiro e la vittoria finale è andata per la diciottesima volta, la sesta consecutiva, al Rio de Janeiro.

## Regolamento

### Formula
Le squadre hanno disputato un round-robin, per un totale di tre incontri; al termine della regular season:
- Le prime due classificate hanno avuto accesso alla finale per il titolo.

### Criteri di classifica
Se il risultato finale è stato di 3-0 o 3-1 sono stati assegnati 3 punti alla squadra vincente e 0 a quella sconfitta, se il risultato finale è stato di 3-2 sono stati assegnati 2 punti alla squadra vincente e 1 a quella sconfitta.
L'ordine del posizionamento in classifica è stato definito in base a:
- Punti;
- Numero di partite vinte;
- Ratio dei set vinti/persi;
- Ratio dei punti realizzati/subiti.

## Squadre partecipanti
| Club           | Stagione | Città          | Impianto                      | Stagione precedente               |
| -------------- | -------- | -------------- | ----------------------------- | --------------------------------- |
| Fluminense     | dettagli | Rio de Janeiro | Ginásio da Hebraica           | 2ª al Campionato Carioca          |
| Rio de Janeiro | dettagli | Rio de Janeiro | Ginásio Hélio Maurício        | Vincitrice del Campionato Carioca |
| Tijuca         | -        | Rio de Janeiro | Ginásio do Tijuca Tênis Clube | -                                 |

## Torneo

### Regular season

#### Risultati
| Prima giornata |                     |     |                     |
|                |                     |     |                     |
| 17-10          | Fluminense - Tijuca | 3-0 | 25-10, 25-14, 25-17 |

| Seconda giornata |                         |     |                     |
|                  |                         |     |                     |
| 18-10            | Tijuca - Rio de Janeiro | 0-3 | 13-25, 17-25, 10-25 |

| Terza giornata |                             |     |                                   |
|                |                             |     |                                   |
| 21-10          | Rio de Janeiro - Fluminense | 2-3 | 18-25, 25-18, 23-25, 25-22, 13-15 |

#### Classifica
| Pos. | Squadra        | Pt | G | V | P | SV | SP | Ratio | PF  | PS  | Ratio |
| ---- | -------------- | -- | - | - | - | -- | -- | ----- | --- | --- | ----- |
| 1.   | Fluminense     | 5  | 2 | 2 | 0 | 6  | 2  | 3,000 | 183 | 139 | 1,317 |
| 2.   | Rio de Janeiro | 4  | 2 | 1 | 1 | 5  | 3  | 1,667 | 173 | 149 | 1,161 |
| 3.   | Tijuca         | 0  | 2 | 0 | 2 | 0  | 6  | 0,000 | 81  | 150 | 0,540 |

      Qualificata alla finale play-off.

### Play-off
|  | Finale         |                |   |  |
|  |                |                |   |  |
|  | Fluminense     | Fluminense     | 2 |  |
|  | Rio de Janeiro | Rio de Janeiro | 3 |  |

#### Finale
| Gara unica |                             |     |                                   |
|            |                             |     |                                   |
| 24-10      | Fluminense - Rio de Janeiro | 2-3 | 18-25, 25-18, 23-25, 25-22, 13-15 |

## Classifica finale
| Pos | Squadra        |
| --- | -------------- |
|     | Rio de Janeiro |
| 2   | Fluminense     |
| 3   | Tijuca         |